# Tramvajová doprava v Lodži

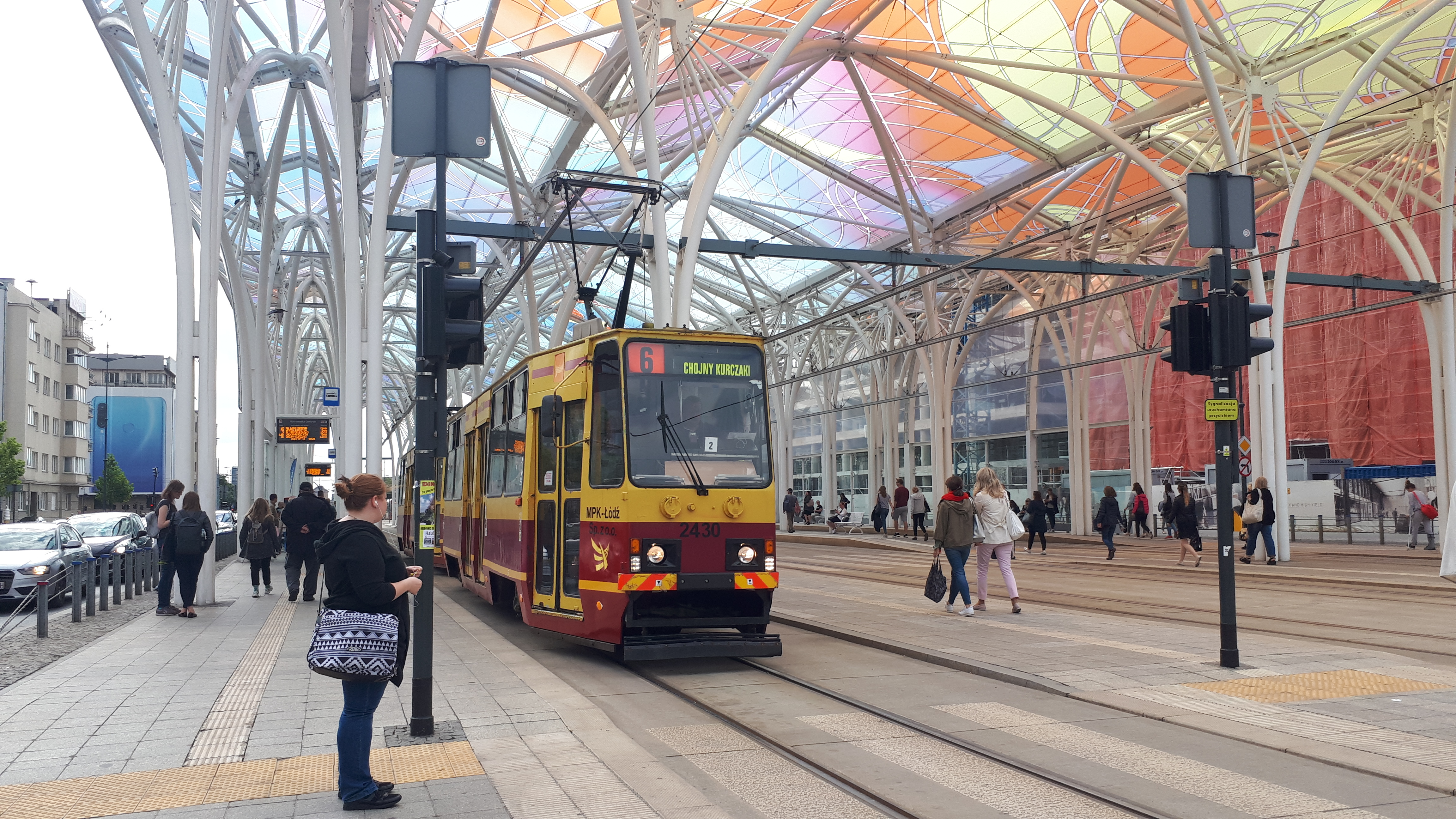
Zastávka "Piotrkowska Centrum" v Lodži

V Lodži se nachází rozsáhlý systém městských a příměstských tramvají o rozchodu 1000 mm.

## Historie

Schéma tramvajové sítě v Lodži (tratě v provozu jsou růžově, zrušené tratě jsou zeleně)

Elektrické tramvaje vyjely do ulic Lodže 23. prosince 1898. Lodž byla prvním městem na polském území ovládaném carským Ruskem, kde jezdily elektrické tramvaje. Nejprve obsluhovaly pouze střed města, později se rozvinula síť příměstských tramvají, z níž se dnes provozují tratě do Pabianice, Konstantynowa a Zgierza.
Linka do Ozorkówa byla se 36 kilometry nejdelší tramvajovou linkou v Polsku a jednou z nejdelších na světě. V únoru 2018 byl úsek z Lodže do Ozorkówa kvůli havarijnímu stavu uzavřen.

## Vozový park
| Snímek | Typ                    | Počet vozů |
| ------ | ---------------------- | ---------- |
|        | Moderus Gamma LF 06 AC | 30         |
|        | Pesa 122NaL Swing      | 34         |
|        | Pesa 122N Tramicus     | 10         |
|        | AEG/Adtranz GT6M-ZR    | 10         |
|        | Bombardier Cityrunner  | 15         |
|        | Duewag NF6D            | 34         |
|        | Düwag M8CN             | 18         |
|        | Konstal 805NaND        | 133        |
|        | Konstal 805N-ML Woltan | 62         |
|        | Konstal 805Na          | 6          |